# Loi de l'immigration chinoise de 1923
La loi de l'immigration chinoise de 1923 (Chinese Immigration Act, parfois aussi appelée au sein de la communauté sino-canadienne en anglais Chinese Exclusion Act, ou « loi d'exclusion des Chinois ») était une loi votée par le gouvernement canadien visant à interdire la plupart des formes d'immigration de ressortissants chinois vers le Canada.
Avant 1923, l'immigration chinoise vers le Canada était fortement régulée par la loi de l'immigration chinoise de 1885, qui imposait une taxe d'entrée à tous les immigrés de Chine. À la suite de la pression de membres du gouvernement fédéral et de gouvernements provinciaux (notamment celui de la Colombie-Britannique), la loi de l'immigration chinoise fut votée, et entra en vigueur au 1er juillet 1923. La loi interdisait l'entrée du territoire à toute personne chinoise, à l'exception des marchands, diplomates, étudiants étrangers, et sauf « circonstances spéciales » (une exception dont bénéficia la famille de Adrienne Clarkson, la vingt-sixième gouverneure générale du Canada).
Cette loi ne s'appliquait pas qu'aux ressortissants de Chine, mais aussi aux populations considérées d'« ethnicité chinoise », y compris notamment les ressortissants de Hong Kong possédant la citoyenneté britannique.
L'entrée en vigueur de la loi correspond à la fête du Dominion (Dominion Day), et de nombreux Sino-canadiens refusent alors de participer à la célébration, baptisant ce jour Humiliation Day.
Au lendemain de la Seconde Guerre mondiale, la prise de conscience provoquée par la découverte des camps de concentration et d'extermination nazis et le rôle joué par les soldats sino-canadiens et sino-américains pendant le conflit aboutit à l'abrogation de la loi le 14 mai 1947, nécessaire pour l'entrée en vigueur de la loi sur la citoyenneté canadienne de 1946 le 1er juillet 1947. L'immigration chinoise indépendante vers le Canada n'aura cependant véritablement lieu qu'après la libéralisation des politiques d'immigrations canadiennes en 1967.

## Compensation

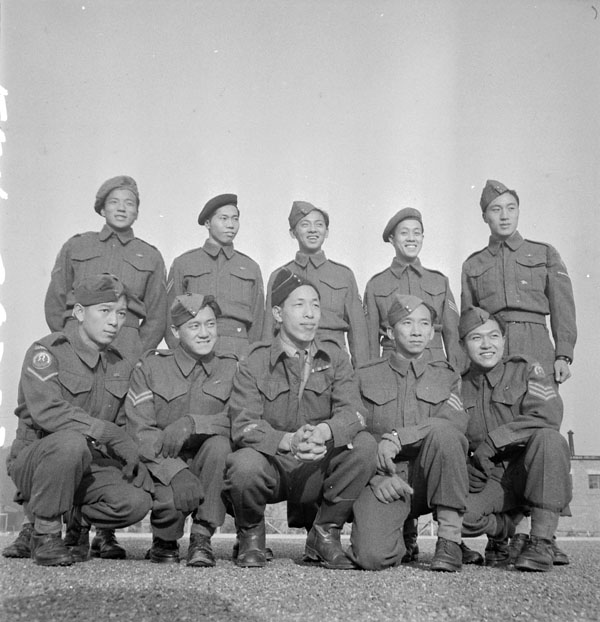
Soldats sino-canadiens de la South East Asia Command à Thursley, en Angleterre, en novembre 1945.

Les descendants d'immigrés forcés à payer la taxe d'entrée ont fait pression pour réclamer un dédommagement et des excuses de la part du gouvernement canadien. Plusieurs propositions de loi ont été discutées par la Chambre des communes du Canada visant à l'indemnisation des populations immigrées chinoises, la première ayant été rédigée en 2002 et adoptée une première fois à la Chambre en décembre 2003, intitulée « loi sur la reconnaissance et l’indemnisation des Canadiens d’origine chinoise » (aussi abrégée C-333).
Le député à la Chambre des communes Raymond Chan, premier Sino-Canadien à obtenir un poste au Cabinet fédéral, fut pressé de militer pour ces réparations lors de sa campagne électorale en 2006.
Le 22 juin 2006, le Premier ministre Stephen Harper prononça une allocution reconnaissant « les stigmates et l’exclusion subies à cette occasion par les Chinoises et les Chinois », « le coût élevé que représentait cette taxe pour les nombreux parents restés en Chine et qui n’avaient pu se retrouver » et annonçant que « le gouvernement du Canada offrira des paiements symboliques aux personnes qui ont été soumises à la taxe d’entrée et qui sont encore vivantes et aux conjoints de celles qui sont décédées ».